# Tachydromia sachem
Tachydromia sachem är en tvåvingeart som beskrevs av Axel Leonard Melander 1927. Tachydromia sachem ingår i släktet Tachydromia och familjen puckeldansflugor. Inga underarter finns listade i Catalogue of Life.